# Demarcación administrativa

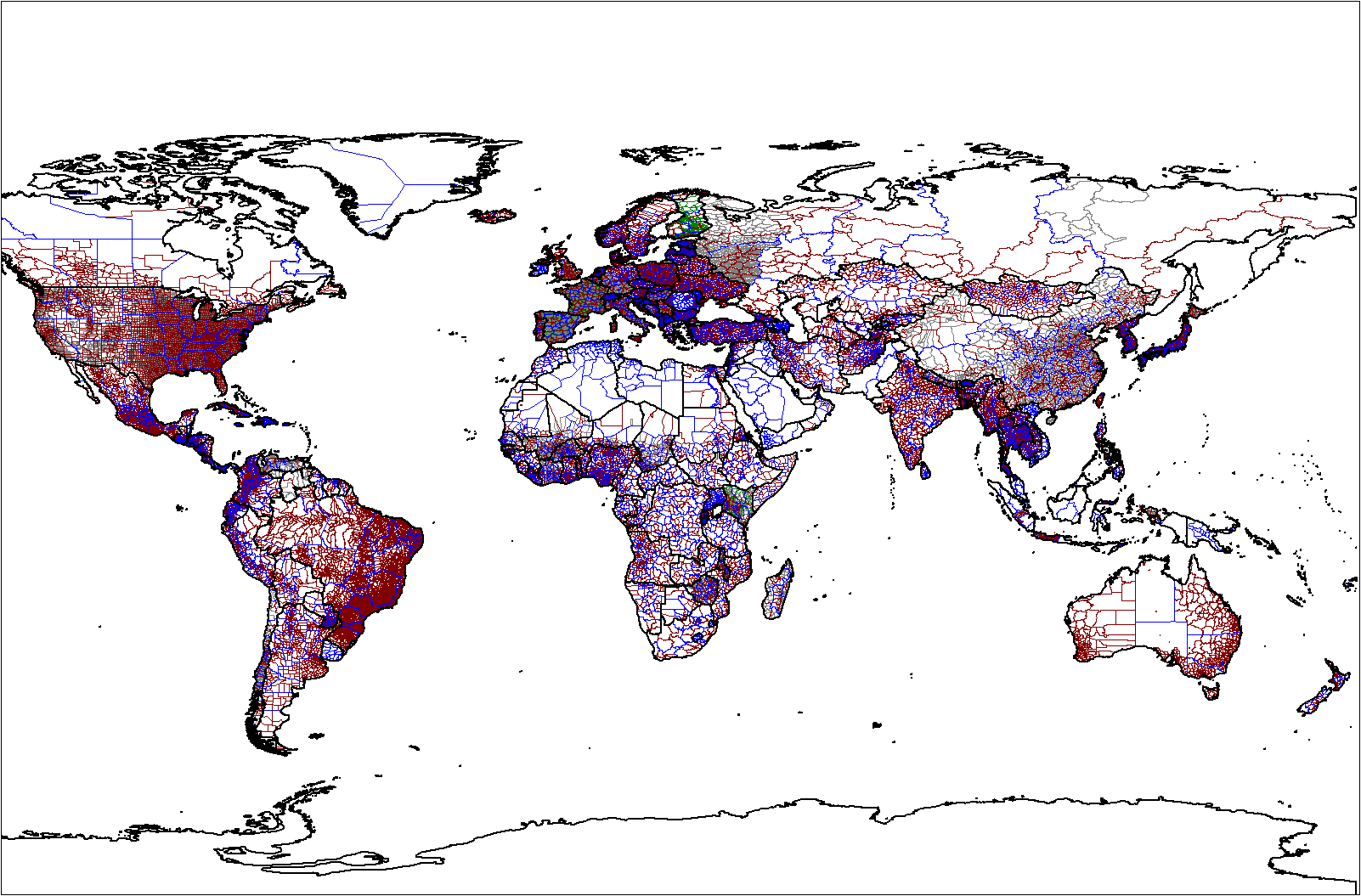
El territorio de cada Estado se divide en distintos niveles de demarcaciones administrativas.

Los términos demarcación administrativa, división política, subdivisión administrativa, subdivisión territorial, entidad subestatal, entidad subnacional y otros similares se aplican de manera genérica para designar entidades políticas que funcionan como demarcaciones o divisiones del territorio de cada Estado, realizadas con carácter formal para su organización territorial, y las instituciones que las administran. Se crean y funcionan a distintos niveles, desde el superior o regional hasta el inferior o local, pasando por niveles intermedios (provincial, comarcal, etcétera). Las divisiones de carácter político-administrativo pueden coincidir o no con las que se realizan para otros fines (militares, eclesiásticos, judiciales) o con las que se realizan en estudios geográficos (geocoras).
La Unión Europea considera tres niveles de demarcaciones administrativas, inferiores al Estado miembro y superiores al municipio, denominadas NUTS (Nomenclatura de las Unidades Territoriales Estadísticas). También existen los conceptos de eurorregión (transfronteriza entre Estados miembros) o el de región ultraperiférica (las geográficamente alejadas del continente europeo, pero pertenecientes a un Estado miembro).
El grado de autogobierno de cada una de estas entidades depende de la concepción centralista o descentralizada del Estado. Diferente consideración tienen los territorios dependientes (por ejemplo las colonias de un Imperio colonial), que no forman parte del núcleo de un Estado-nación.
El término genérico utilizado para identificar a la entidad estatal o nacional a la que tales demarcaciones pertenecen puede ser muy diverso. A su condición de entidad geográfica («país») o política («Estado» o «nación», conceptos-términos de muy compleja identificación o diferenciación), se añade su forma de Estado en cuanto a la relación o articulación que se establece entre territorio, población y poder (Estado unitario, Estado complejo, Estado compuesto, Estado regional, Estado de las autonomías, Estado integral, federación, confederación, unión, imperio, mancomunidad y muchas otras).
La creación de divisiones administrativas es un proceso complejo influenciado por factores políticos, geográficos, sociales, económicos e históricos. Cada criterio sirve para abordar las necesidades prácticas de la gobernanza, al mismo tiempo que considera las necesidades y las identidades de las poblaciones diversas dentro de un territorio determinado. Equilibrar estos diversos principios es esencial para asegurar que las divisiones administrativas sean efectivas, equitativas y sostenibles.

## Denominaciones
En idioma español, algunos de los nombres de las demarcaciones administrativas o entidades subestatales en diferentes países son los siguientes (pueden coincidir o no con el significado y con la relevancia de sus equivalentes en otros idiomas):
- Aldea
- Alcaldía
- Almiradío
- Amt
- Área metropolitana
- Área no municipalizada
- Asentamiento
- Bailiazgo
- Barrio
- Borough
- Burgo
- Burgh
- Cabecera cantonal
- Cabecera departamental
- Cabecera municipal
- Cabildo insular
- Cantón
- Chef-lieu
- Centro poblado
- Ciudad
- Ciudad autónoma
- Ciudad chárter
- Ciudad-condado consolidada
- Ciudad independiente
- Comarca
- Comuna
- Comunidad
- Comunidad autónoma
- Comprensorio
- Condado
- Condado metropolitano
- Corregimiento
- Curazia
- Demarcación
- Delegación
- Departamento
- Departamento de ultramar
- Distrito
- Distrito capital
- Distrito congresional
- Distrito federal
- Distrito no metropolitano
- Emirato
- Entidad
- Eyalato
- Eparquía
- Estado federado
- Estado libre asociado
- Feudo
- Fracción geográfica
- Freguesia
- Gemeinde
- Gau
- Gmina
- Gobernación
- Grad
- Hundred
- Hsien
- Intendencia
- Krajina
- Krong
- Lääni
- Län
- Llacta
- Localidad
- Lugar designado por el censo
- Mandamento
- Microrregión
- Mesorregión
- Municipalidad
- Municipio
- Municipio metropolitano
- Municipio regional de condado
- Nación constitutiva
- Óblast
- Ókrug
- Parroquia
- Partido
- Periferia
- Pedanía
- Prefectura
- Provincia
- Pueblo
- Qark
- Raión
- Región (ejemplo Regiones de Chile)
- Región autónoma
- República autónoma
- Rione
- Shire
- Subprefectura
- Subregión
- Tehsil
- Tercon
- Territorio
- Territorio federal
- Territorio nacional
- Territorios no incorporados
- Territorio no organizado
- Vereda
- Volost
- Voivodato
- Vilayato

## Aspectos históricos
La subdivisión territorial no es un proceso nuevo. Los griegos ya distinguían entre la Ecúmene, la Tierra habitada, y el territorio desconocido para ellos La Oecumene se subdividió entonces en función de los países.
Del mismo modo, los romanos compilaron cuidadosamente un catastro de propiedades, subdividiendo el territorio en parcelas y enumerando lo que era administrativamente relevante a efectos fiscales.

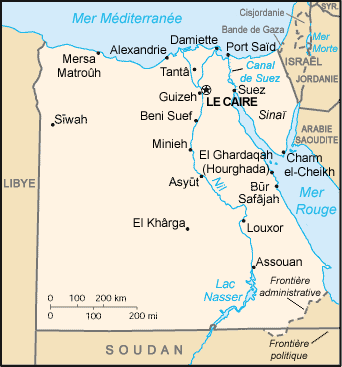
Subdivisión del territorio africano mediante una regla, como en Egipto.

En L'obsession des frontières, M. Foucher describe cuatro grandes periodos en la subdivisión del mundo. En la época de los Grandes Descubrimientos, el Nuevo Mundo se subdividió arbitrariamente entre portugueses y españoles en virtud del Tratado de Tordesillas. Menos conocido, el mismo proceso tuvo lugar en Asia, tras la circunnavegación de Magallanes (Tratado de Zaragoza). Aunque M. Foucher lo considera el inicio de la primera globalización, también se trata de un reparto del territorio por descubrir. El final del siglo XIX estuvo marcado por el "reparto" de África en la Conferencia de Berlín. Los Estados europeos subdividieron realmente el territorio africano trazando grupos de territorios, a priori, en función de sus relaciones de poder y sin tener en cuenta a las poblaciones que vivían allí. Ello dio lugar a verdaderas divisiones "de libro", como en Egipto. El Telón de Acero y la Guerra Fría también dieron lugar a subdivisiones territoriales. La división de la ciudad de Berlín en cuatro sectores de ocupación es bien conocida, pero las implicaciones del Telón de Acero fueron más profundas. En primer lugar, a escala mundial, se distinguió entre países desarrollados, países comunistas y países en vías de desarrollo. En Europa, las fronteras fueron modificadas por los acuerdos de Yalta-Potsdam, y el Tercer Mundo sufrió las consecuencias de estas tensiones hasta en sus territorios. 
La descolonización condujo a la creación de fronteras basadas en las antiguas subdivisiones territoriales entre países occidentales. Por último, la caída del Muro de Berlín en 1989 condujo a una reorganización de las subdivisiones territoriales, a menudo siguiendo líneas previamente existentes.
Las prácticas aquí descritas no pretenden constituir una historia exhaustiva de la subdivisión territorial. Lo esencial es constatar que el territorio siempre ha estado subdividido, sean cuales sean las razones de estas subdivisiones y las escalas a las que se producen.
A este respecto, también es importante separar los Estados federales de otras formas de Estado, en lo que respecta a la división de su territorio. Históricamente, los Estados federales no han tenido por lo general que subdividir su territorio, ya que el Estado central es el resultado de la agregación progresiva de las entidades que lo crearon. Algunos ejemplos son Suiza (creada por los cantones), Alemania (creada por los Länder) y Estados Unidos (creada por los estados). En estas estructuras federales, las subdivisiones territoriales ya existían, por defecto, sin que estos subgrupos quedaran fijados para siempre. En las otras formas de Estado, la división territorial estaba aún por hacer: la acción correspondía, pues, al Estado central. Sin embargo, esta separación entre estos dos tipos de régimen político no es una verdad absoluta, dada la diversidad de situaciones territoriales en el mundo. Esta distinción sólo permite elaborar un modelo muy general.

## Principios y criterios para definir las divisiones administrativas de territorios
Las divisiones administrativas se refieren a la manera en que un territorio se subdivide en unidades más pequeñas y manejables para fines de gobernanza, prestación de servicios y gestión territorial. Estas divisiones pueden ser moldeadas por una variedad de principios y criterios, que pueden variar dependiendo de los contextos políticos, históricos y culturales de cada país. Comprender los factores que influyen en estas divisiones es esencial para entender cómo se gobiernan y gestionan los territorios.

### Principios políticos y legales
Uno de los principales criterios para determinar las divisiones administrativas es la necesidad política. Los gobiernos suelen crear divisiones para mejorar la eficiencia administrativa, permitir la gobernanza local y abordar las necesidades de diversas regiones dentro del país. Las divisiones administrativas suelen formalizarse por medio de leyes o disposiciones constitucionales, especificando los límites, poderes y responsabilidades de cada nivel de administración. Por ejemplo, muchos países se dividen en provincias, regiones o distritos, cada uno con responsabilidades administrativas específicas.
Por ejemplo en los Estados Unidos, la creación de los estados fue impulsada en gran medida por la necesidad política, ya que cada estado necesitaba tener estructuras de gobierno para abordar las necesidades y peculiaridades de su población y geografía. La Constitución de los EE. UU. formalizó la estructura federal, con poderes divididos entre el gobierno federal y los estados individuales. El proceso de creación de nuevos estados, como cuando territorios como California, Texas y otros obtuvieron la condición de estado, a menudo reflejaba una negociación política y la necesidad de una gobernanza local efectiva. Estas divisiones estatales fueron formalizadas a través de disposiciones constitucionales, equilibrando la autonomía local con la gobernanza nacional. Un ejemplo específico es la creación del estado de Virginia Occidental durante la Guerra Civil en 1863 fue motivada políticamente por la necesidad de tener un gobierno alineado con la Unión en la parte occidental de Virginia, que era pro-Unión y tenía necesidades políticas distintas a las de la parte oriental del estado.
Las consideraciones políticas, como la necesidad de representación política o el equilibrio de poder entre diversas regiones, también juegan un papel importante. Las divisiones administrativas pueden diseñarse para asegurar que todas las regiones estén adecuadamente representadas en las estructuras del gobierno nacional, evitando que una sola área domine el proceso político.

### Criterios geográficos y físicos
La geografía es otro factor crítico en la creación de divisiones administrativas. Los elementos naturales como ríos, montañas y costas a menudo sirven como límites naturales que simplifican la delimitación de las divisiones. Estos límites físicos son más fáciles de reconocer y gestionar, lo que garantiza una delimitación más clara de responsabilidades y facilita la comunicación entre las unidades administrativas.
El clima y la distribución de recursos también pueden influir en la creación de divisiones administrativas. Por ejemplo, las regiones con patrones agrícolas, recursos naturales o condiciones ambientales distintivas pueden recibir unidades administrativas separadas para atender específicamente estas características. Este enfoque puede mejorar la efectividad de las políticas regionales, especialmente en áreas como la agricultura, la protección ambiental y la gestión del suelo.

### Factores socioculturales
Los factores socioculturales, como el idioma, la etnia y la identidad histórica, son importantes al definir los límites administrativos. En países multiétnicos o multilingües, las divisiones pueden basarse en grupos culturales o lingüísticos para asegurar que las estructuras de gobernanza local coincidan con las necesidades de estas poblaciones. Este criterio puede ayudar a fomentar la cohesión social y mitigar tensiones étnicas, ya que ofrece a las comunidades un sentido de representación y autonomía.
Por ejemplo después de que India obtuvo la independencia en 1947, hubo un fuerte movimiento para crear estados basados en líneas lingüísticas. La formación de estados lingüísticos, como Andhra Pradesh (para hablantes de telugu) y Maharashtra (para hablantes de marati), tenía como objetivo abordar las necesidades culturales y lingüísticas de las diferentes poblaciones. La Ley de Reorganización de Estados de 1956 estableció muchos estados en India sobre la base del idioma, reconociendo la importancia de la identidad lingüística para garantizar un gobierno más eficaz y fomentar la cohesión social. Este enfoque ayudó a reducir las tensiones étnicas y a crear un sentido de pertenencia para los diversos grupos.
Otro ejemplo es el caso de Bélgica, que es un país multilingüe con divisiones significativas basadas en el idioma y la etnia. El país está dividido en tres regiones principales: Flandes (de habla neerlandesa), Valonia (de habla francesa) y Bruselas (bilingüe). Estas divisiones administrativas se establecieron para reflejar las identidades lingüísticas y culturales de las diferentes poblaciones. El estado belga también creó comunidades lingüísticas (flamenca, francesa y de habla alemana) para gestionar las políticas culturales y educativas. Esta división ayuda a mitigar las tensiones étnicas y asegura que cada comunidad tenga representación y control sobre los asuntos que afectan su idioma y cultura.
Históricamente, las fronteras administrativas también pueden reflejar territorios culturales preexistentes, como regiones tribales o étnicas, que existían antes de la formación del estado moderno. Estas divisiones pueden ser mantenidas o adaptadas para asegurar el respeto por el patrimonio cultural y las tradiciones.

### Consideraciones económicas
Los factores económicos, incluidas las disparidades económicas regionales, también son fundamentales en el establecimiento de divisiones administrativas. Las regiones con funciones económicas distintivas, como áreas industriales, zonas agrícolas o regiones turísticas, pueden beneficiarse de una gobernanza separada para abordar sus necesidades económicas específicas. En algunos casos, se crean divisiones administrativas para fomentar el desarrollo económico, permitiendo que las autoridades locales adapten las políticas a los desafíos y oportunidades económicos particulares de sus regiones.

### Legado histórico y administrativo
En muchos casos, las divisiones administrativas se moldean por precedentes históricos. Las fronteras coloniales, por ejemplo, a menudo crearon divisiones que no necesariamente se basaban en factores naturales o culturales, sino que eran el resultado de la conveniencia administrativa durante la colonización. Estas divisiones, aunque a veces artificiales, a menudo persisten debido a la naturaleza arraigada de los sistemas administrativos y la resistencia a modificar los límites establecidos.

## Razones para subdividir un territorio
Como sugiere la historia, el proceso de subdivisión territorial puede surgir por motivos muy diversos. Son muchos los criterios que llevan a trazar subzonas dentro de un territorio determinado. La coherencia de esta subdivisión puede basarse en criterios funcionales, pero también puede tener orígenes históricos, administrativos o políticos. En la práctica, la subdivisión del territorio rara vez se basa en un único criterio; al contrario, a menudo se trata de razones que se entrecruzan. Del mismo modo, las agrupaciones formadas pueden parecer homogéneas o, por el contrario, basarse en complementariedades.